# Petit collier argenté
Boloria selene
Espèce
Le Petit collier argenté ou Boloria à taches argentées (Boloria selene) est une espèce de lépidoptères (papillons) de la famille des Nymphalidae et de la sous-famille des Heliconiinae.

## Description
C'est un papillon au dessus orange orné de dessins de couleur marron formant des chevrons entourant des points argentés marginaux, une ligne de points et divers dessins, avec une suffusion basale marron surtout aux postérieures. 
Le revers est plus clair, avec la même ornementation aux antérieures et à l'apex de petites taches nacrées, alors que les postérieures montrent une ligne de points noirs postdiscaux et des dessins en damiers de taches blanc nacré.

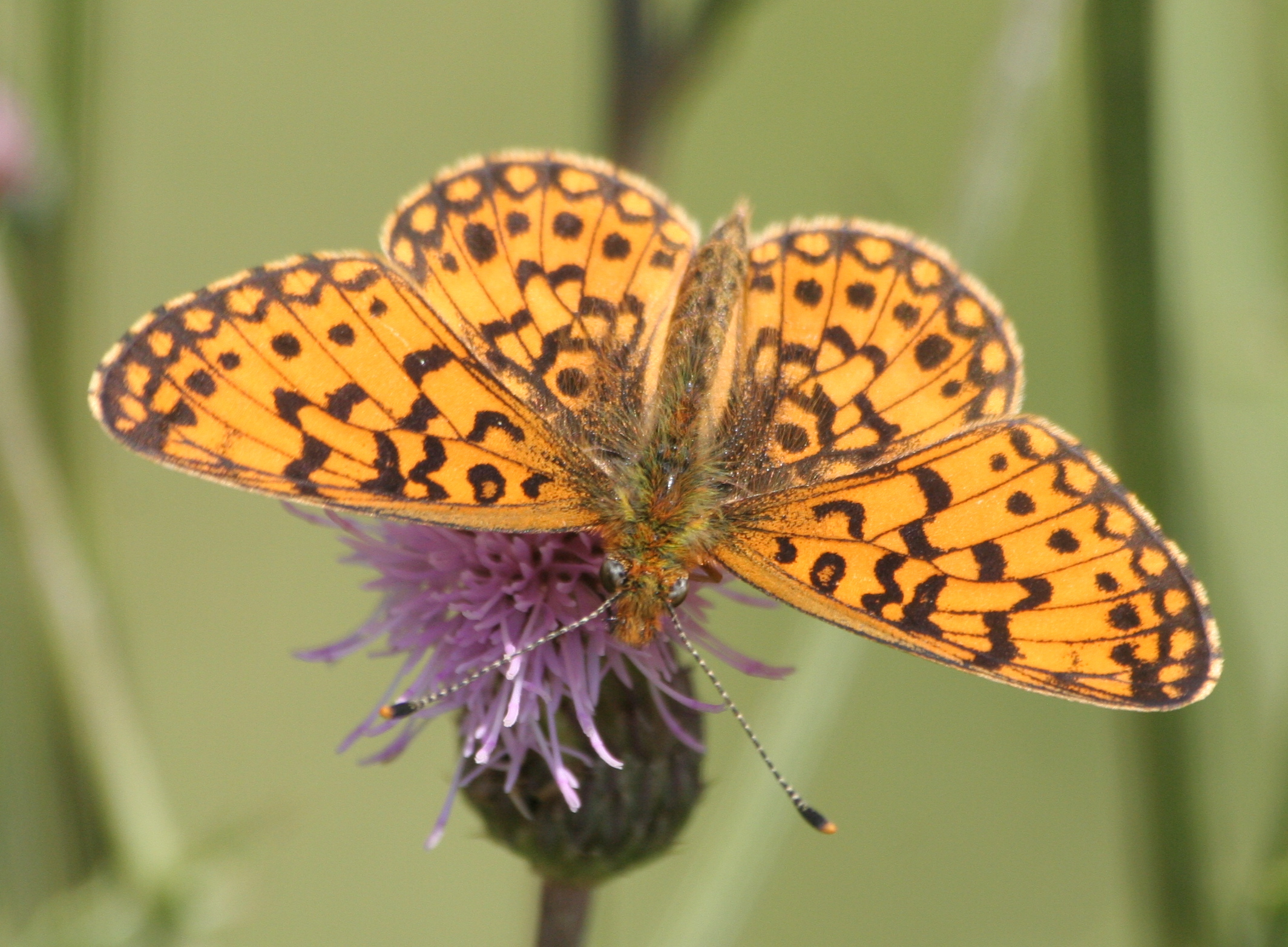
Face dorsale
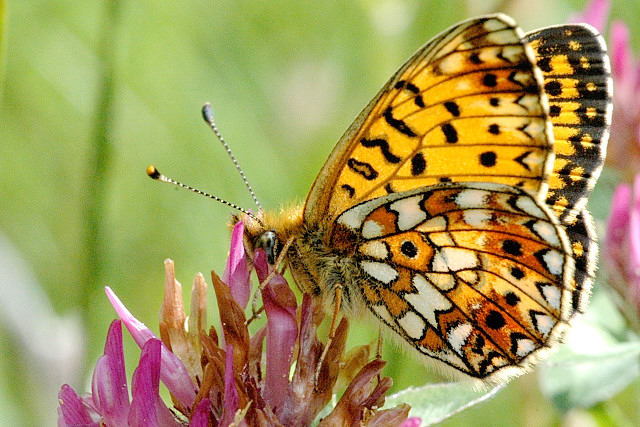
revers
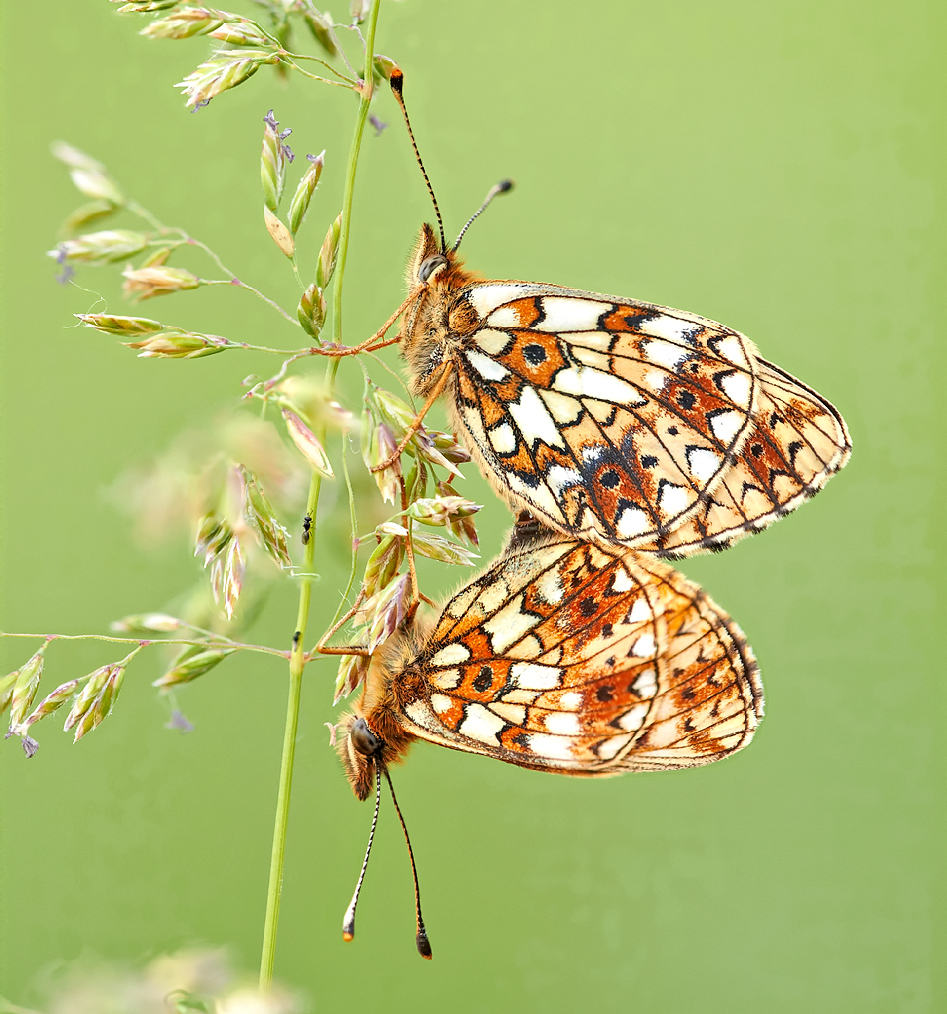
accouplement
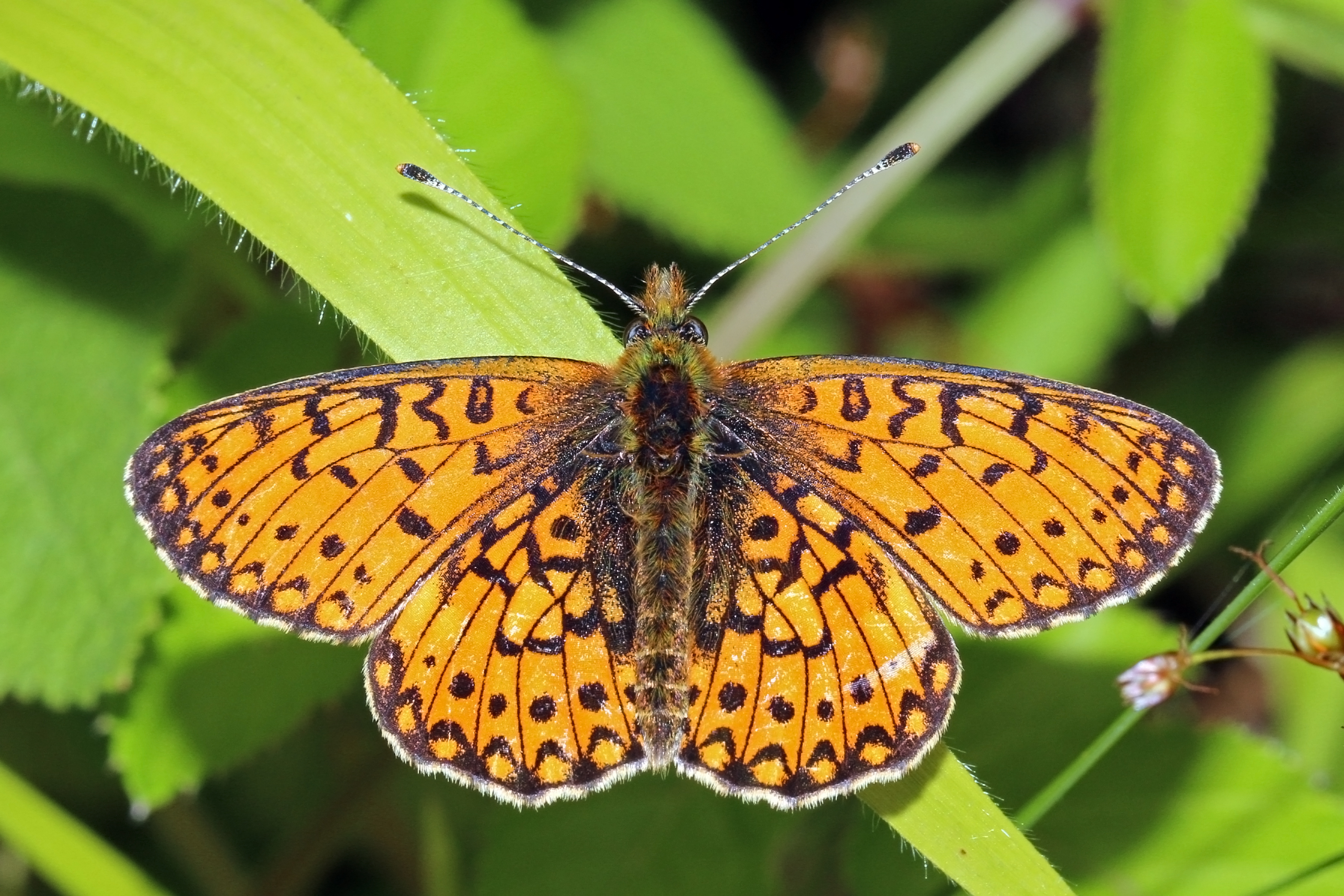
Autre individu

### Chenille
Elle est de couleur beige à brunâtre ornée d'épines jaunes et noires,.

## Biologie

### Période de vol et hivernation
Espèce bivoltine, volant de la mi-mai à fin juin, puis en août.  dans le nord de l'Europe et en altitude. Deux générations dans les autres lieux de résidence, en avril mai puis en juillet septembre.
Il hiverne à l'état de chenille, parfois de chrysalide en scandinavie.

### Plantes hôtes
Ses principales plantes hôtes sont Viola canina, Viola glabella, Viola hirta, Viola nephrophylla,  Viola palustris, Viola riviniana, Vaccinium uliginosum, et Bistorte.

## Écologie et distribution
Le Petit collier argenté est présent dans tout le nord de l'hémisphère nord, de l’Europe occidentale à l’Asie jusqu’en Corée, Amérique du Nord. 
En Europe il est absent d'Irlande et du sud de l'Espagne, de l'Italie, de la Grèce.
En France métropolitaine il est présent dans tous les départements sauf le Lot-et-Garonne, le Gers, tous les départements des Alpes jusqu'à la côte de la Méditerranée et la Corse.
En Amérique du Nord il est présent en Alaska, au Canada, dans les montagnes Rocheuses et jusque dans l'Illinois, la Virginie et le Maryland.

### Biotope
C'est un papillon des clairières et des vallées boisées des rivières. 

## Noms vernaculaires
- en français : le Petit collier argenté (en Europe), le Boloria à taches argentées (en Amérique du Nord)[3]
- en anglais : small pearl-bordered fritillary (en Europe), silver-bordered fritillary ou silver meadow fritillary (en Amérique du Nord)[4]
- en allemand : Braunfleckiger Perlmutterfalter
- en espagnol : Perlada castaña

## Systématique
L'espèce Boloria selene a été décrite par les entomologistes Johann Nepomuk Cosmas Michael Denis et Ignaz Schiffermüller en 1775, sous le protonyme Papilio selene.
Deux noms scientifiques sont en concurrence pour désigner l'espèce : Boloria selene pour les auteurs (actuellement majoritaires) qui privilégient une définition élargie du genre Boloria, et Clossiana selene pour ceux qui traitent Clossiana comme un genre distinct de Boloria.
Dans le premier cas, on peut écrire « Boloria (Clossiana) selene » pour signaler l'appartenance de l'espèce au sous-genre Clossiana.
De nombreuses sous-espèces ont été décrites :
- Boloria (Clossiana) selene selene — en Europe, en Sibérie et dans l'Altaï
- Boloria (Clossiana) selene albequina (Holland, 1928)
- Boloria (Clossiana) selene atrocostalis (Huard, 1927) — en Amérique du Nord
- Boloria (Clossiana) selene chibiana (Matsumura, 1927)
- Boloria (Clossiana) selene dilutior (Fixsen, 1887)
- Boloria (Clossiana) selene myrina (Cramer, [1777])
- Boloria (Clossiana) selene nebraskensis (Holland, 1928)
- Boloria (Clossiana) selene sabulocollis (Kohler, 1977)
- Boloria (Clossiana) selene terraenovae (Holland, 1928) — à Terre-Neuve
- Boloria (Clossiana) selene thalia (Hübner, 1790) — en Europe et en Sibérie arctiques
- Boloria (Clossiana) selene tollandensis (Barnes et Benjamin, 1925)

## Protection
Boloria selene a le statut NT (espèce quasi menacée) sur la liste rouge des rhopalocères de France métropolitaine de 2012.